# قلعه ادو

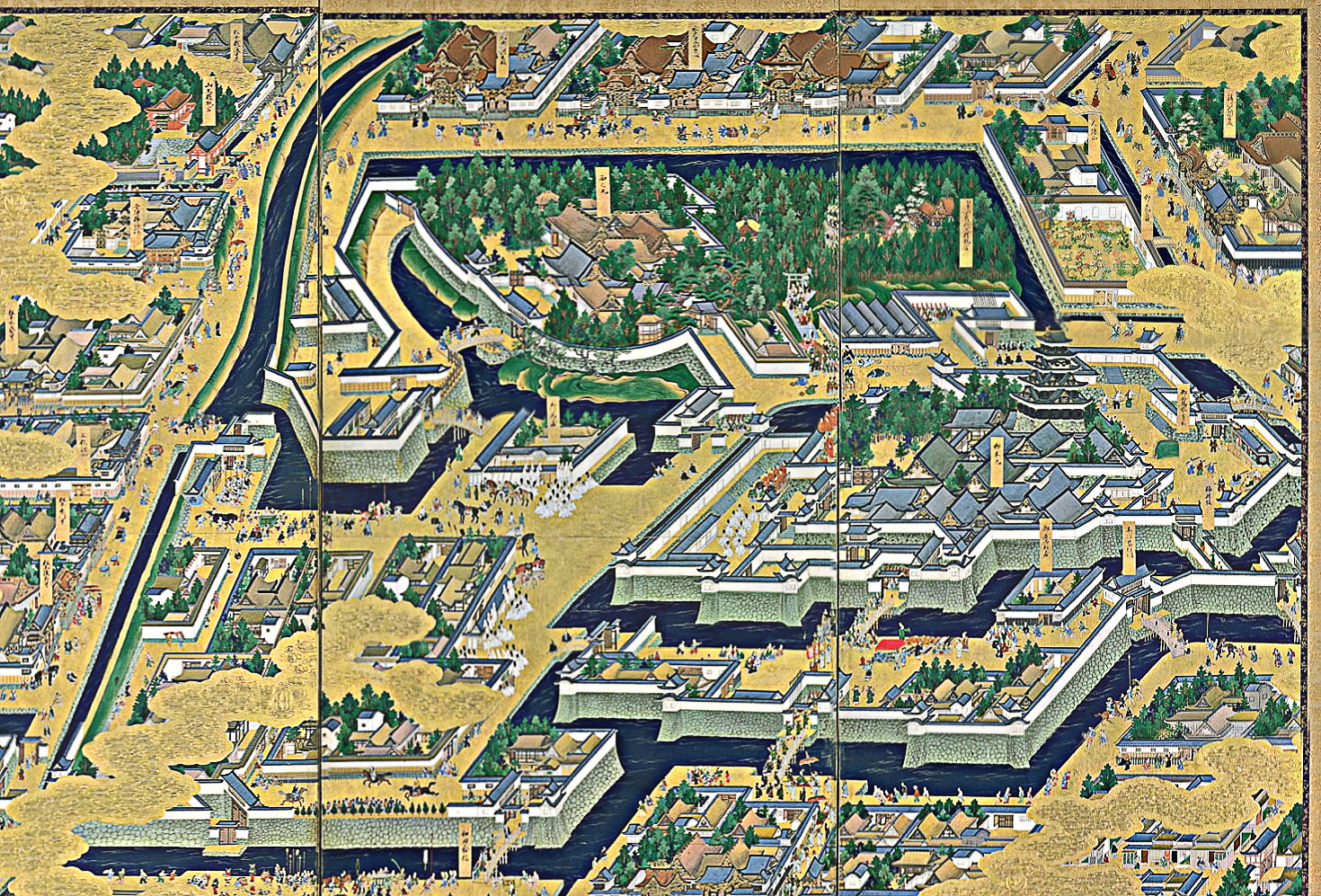
یک نقاشی از قلعه ادو

قلعهٔ ادو یا قلعهٔ چیودا (به ژاپنی: 江戸城 Edo-jō) قلعه‌ای است که در منطقهٔ چیودای توکیو پایتخت ژاپن واقع شده‌است. در حال حاضر این قلعه محل اقامت امپراتور ژاپن است. این قلعه هم‌اکنون در نزدیکی رود سومیدا قرار گرفته و از نظر مساحت بزرگترین قلعهٔ ژاپن محسوب می‌شود.
توکوگاوا ایه‌یاسو بنیان‌گذار دولت ادوباکوفو در سال ۱۵۹۰ میلادی قلعه ادو را برای سکونت خود برگزید. در دوره ادو جلسات دولت در ادو برگزار می‌شد اما در دوران باکوماتسو یا دورهٔ پایانی ادو، مرکز سیاسی ژاپن به کیوتو منتقل شد. پانزدهمین شوگون دوره ادو در کیوتو زندگی می‌کرد و حتی یک بار هم در ادو اقامت نداشته‌است. ادو در سال ۱۸۶۸ میلادی توسط امپراتور میجی به توکیو تغییر نام داده‌شد. در همان سال نام قلعه ادو نیز به قلعه توکیو تغییر نام داده و از آن پس به عنوان محل اقامت امپراتور کاخ امپراتوری توکیو خوانده می‌شود. در زبان ژاپنی به این قلعه کوکیو (به ژاپنی: 皇居  kōkyo) می‌گویند.

## نگارخانه

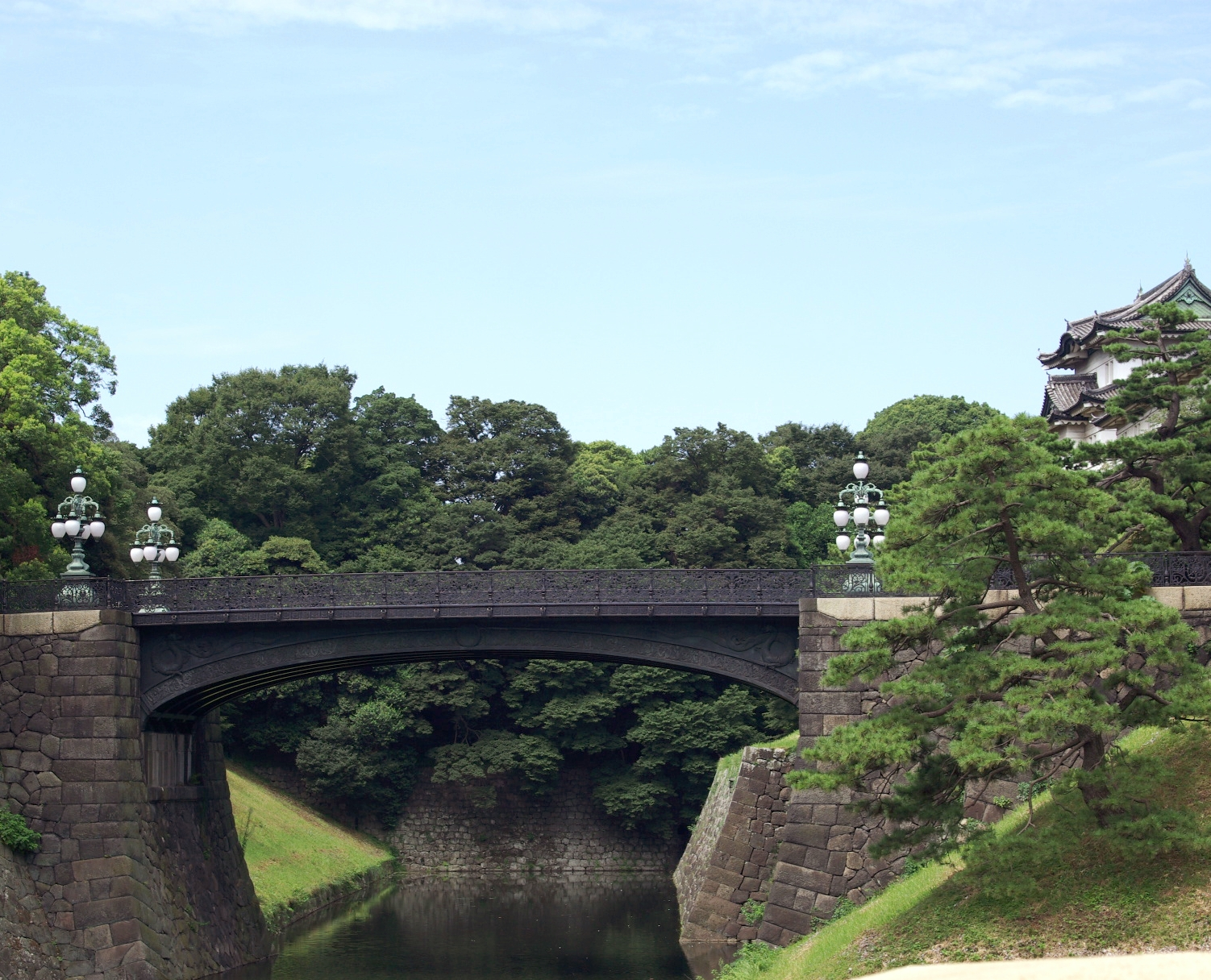
پل نیجوباشی بر روی نهر خندق مانندی که دورادور قلعه را احاطه کرده‌است.
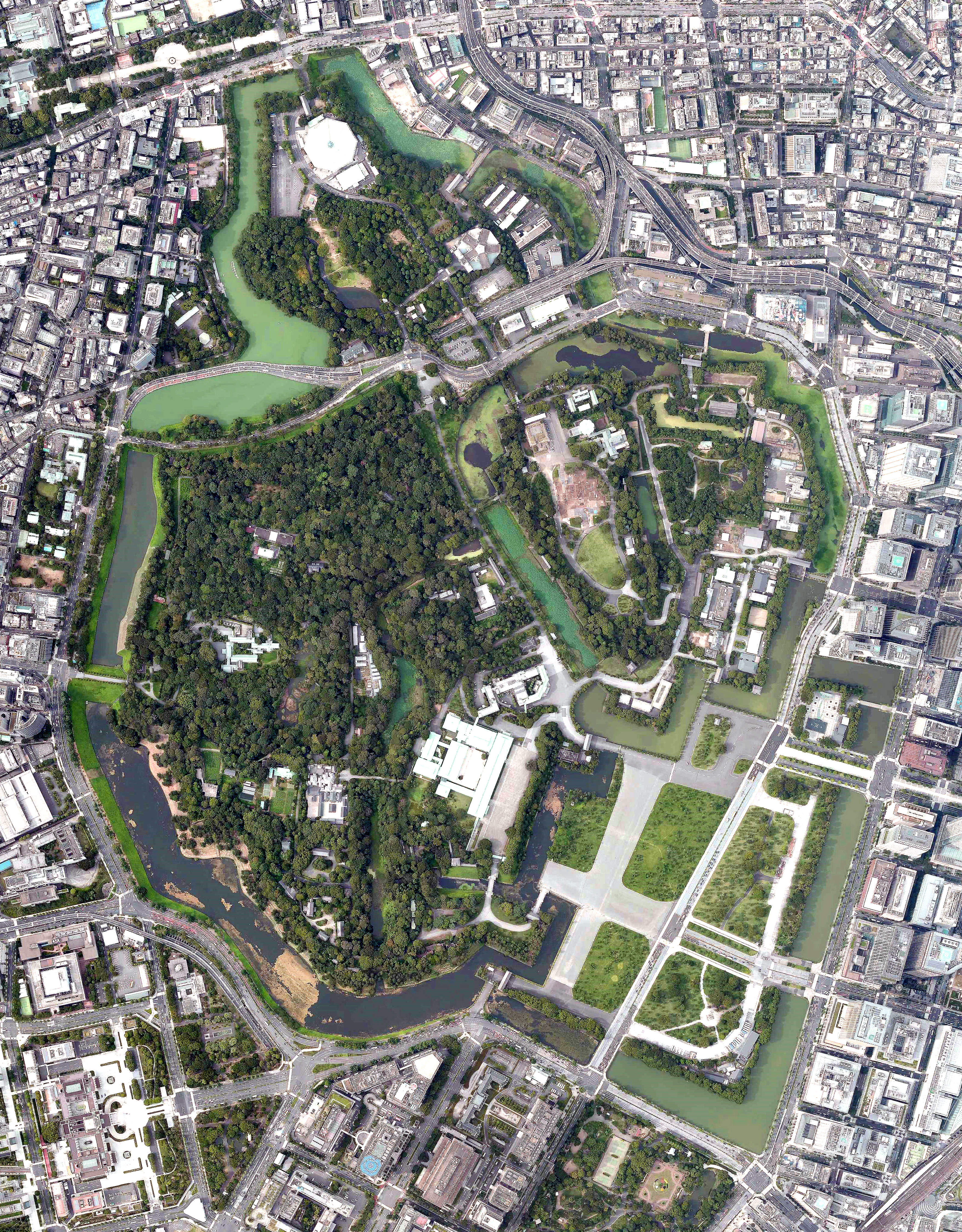
کاخ سلطنتی و محل اقامت امپراتور ژاپن در قلعه ادو
طرحی از قلعه ادو و خندق‌های اطراف در سال ۱۸۴۹ میلادی.